# Lijst van eunuchen en castraten
De lijst hieronder bevat namen van bekende eunuchen en castraten.

## A
- Pierre Abélard
- Aëtius
- Ahmed es-Sikeli
- Antonio Albanèse
- Domenico Annibali
- Marshall Applewhite
- Artoxares
- Aspamistres

## B
- Giovanni Bacchini
- Bagoas
- Bagoas (Alexander)
- Jürgen Bartsch
- Antonio Bernacchi
- Francesco Bernardi
- Boston Corbett
- Joseph Bringas
- Carlo Broschi

## C
- Cai Lun
- Giovanni Carestini
- Cen Hun
- Girolamo Crescentini
- Chrysaphius
- Giaocchino Conti
- Harry Crookshank

## E
- Ebed-Melech
- Eusebius
- Eutropius (Byzantijns staatsman)

## F
- Farinelli
- Baldassare Ferri

## G
- Gang Bing
- Ganymedes
- Gao Lishi
- Silvio Giorgetti
- Niccolò Grimaldi
- Giovanni Francesco Grossi
- Gaetano Guadagni

## H
- Huang Hao
- Henk Heithuis

## I
- Ignatius van Constantinopel

## J
- Jia Xian
- Judar Pasha

## L
- Basil Lekapenos
- Le Van Duyet
- Li Fuguo
- Li Lianying
- Liu Jin
- Lý Thường Kiệt

## M
- Magnus IV van Noorwegen
- Gaetano Majorano
- Malik Kafur
- Giovanni Manzuoli
- Luigi Marchesi
- Atto Melani
- Giuseppe Millico
- Mithridates
- Mohammad Khan Qajar
- Alessandro Moreschi
- Mu'nis al-Khadim
- Domenico Mustafà

## N
- Narses
- Nehemia
- Ngo Tin
- Nguyễn An
- Nguyen Dao
- Nguyen Lang
- Nguyen Toan
- Mariano Nicolini

## O
- Origen
- Ouranos

## P
- Gaspare Pacchierotti
- Giuseppe Panici
- Marc'Antonio Pasqualini
- Philetaerus
- Philip van Mahdia
- Francesco Pistocchi
- Pothinus
- Potifar
- Vincenzo dal Prato

## R
- Venanzio Rauzzini

## S
- Felice Salimbeni
- Domenico Salvatori
- Samonas
- Matteo Sassano
- Carlo Scalzi
- Senesino
- Sima Qian
- Solomon
- Sporus
- Stauracius
- Sun Yaoting

## T
- Giusto Fernando Tenducci
- Theophylaktos
- Pier Francesco Tosi
- Tru Ca
- Nat Turner
- Alan Turing

## U
- Valentino Urbani

## V
- Giovanni Velluti (castraat)
- Loreto Vittori

## W
- Wang Ji'en
- Wang Zhen
- Wei Zhongxian
- Wu Rui

## Y
- Yazaman al-Khadim
- Yishiha
- Yu Chao'en

## Z
- Zhang Rang
- Zhao Gao
- Zheng He